# Mláka
Mláka (německy Mlakow) je vesnice, část obce Novosedly nad Nežárkou v okrese Jindřichův Hradec v Jihočeském kraji. Leží v třeboňské kotlině, devět kilometrů od Třeboně. V roce 2011 zde trvale žilo 88 obyvatel.

## Historie
Vesnice původně patřila ke hradu Fuglhausu, poté ke Stráži. Její název je nejspíše odvozen od bahna, rašelinišť.
První písemná zmínka o vesnici pochází z roku 1518, kdy byla majetkem Vencelíků z Vrchovišť. Poté byli jejími majiteli následující rody: Lobkovicové (1544–1577), Rožmberkové (1577–1611), Švamberkové (1611–1620), Habsburkové (1620–1660, často poskytována jako zástava), Schwarzenberkové (od roku 1660 do zrušení poddanství v roce 1848). V roce 1923 byla provedena pozemková reforma.
K Mláce historicky náleží usedlosti Krávovna a Hodějov.

## Obyvatelstvo
| Rok            | 1869 | 1880 | 1890 | 1900 | 1910 | 1921 | 1930 | 1950 | 1961 | 1970 | 1980 | 1991 | 2001 | 2011 | 2021 |
| -------------- | ---- | ---- | ---- | ---- | ---- | ---- | ---- | ---- | ---- | ---- | ---- | ---- | ---- | ---- | ---- |
| Počet obyvatel | 265  | 254  | 306  | 303  | 282  | 260  | 228  | 190  | 177  | 128  | 161  | 210  | 88   | 88   | 121  |
| Počet domů     | 27   | 31   | 34   | 36   | 38   | 43   | 48   | 51   | 47   | 41   | 57   | 115  | 71   | 68   | 76   |

## Obecní správa
Při sčítání lidu v letech 1850–1889 Mláka byla osadou obce Novosedly nad Nežárkou v okrese Třeboň. V letech 1890–1962 byla samostatnou obcí v okrese Třeboň. Od roku 1963 je opět částí obce Novosedly nad Nežárkou v okrese Jindřichův Hradec.

## Pamětihodnosti
- barokní kostel Zasnoubení Panny Marie z let 1744–1769 (poutní místo)[9]
- několik stavení lidové architektury
- klasová Madona ze zdejšího chrámu je nyní umístěna v nice barokního domu v Rožmberské ulici v Třeboni
- pomník Emy Destinnové[10]
- objekty národní kulturní památky Rožmberská rybniční soustava[11]
- mramorová socha od Aleny Bornové postavená teprve roku 2010[zdroj?]

### Památné stromy
- Dub Emy Destinnové
- Dub v Mláce

## Galerie

Mláka
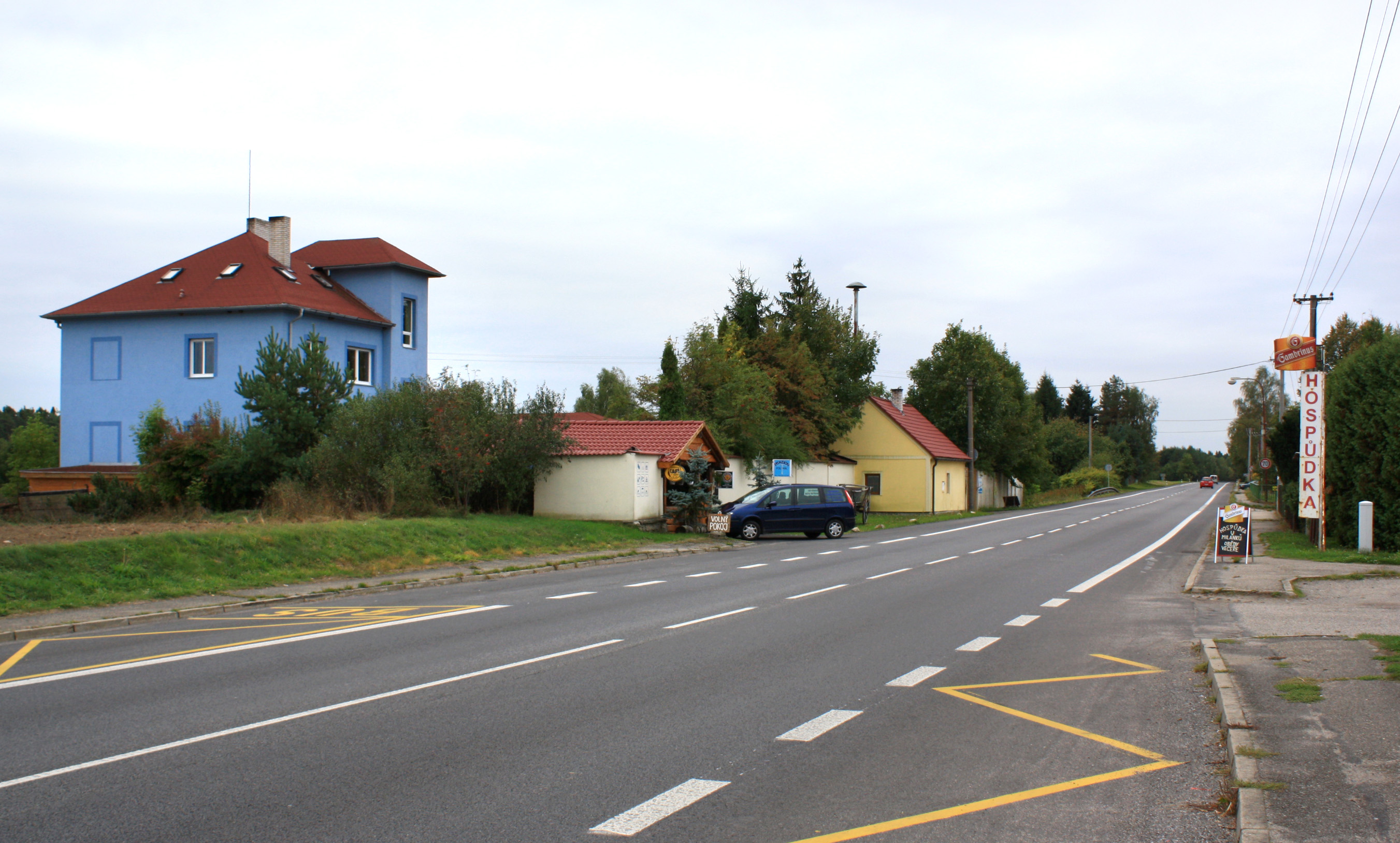
Hlavní silnice I/34
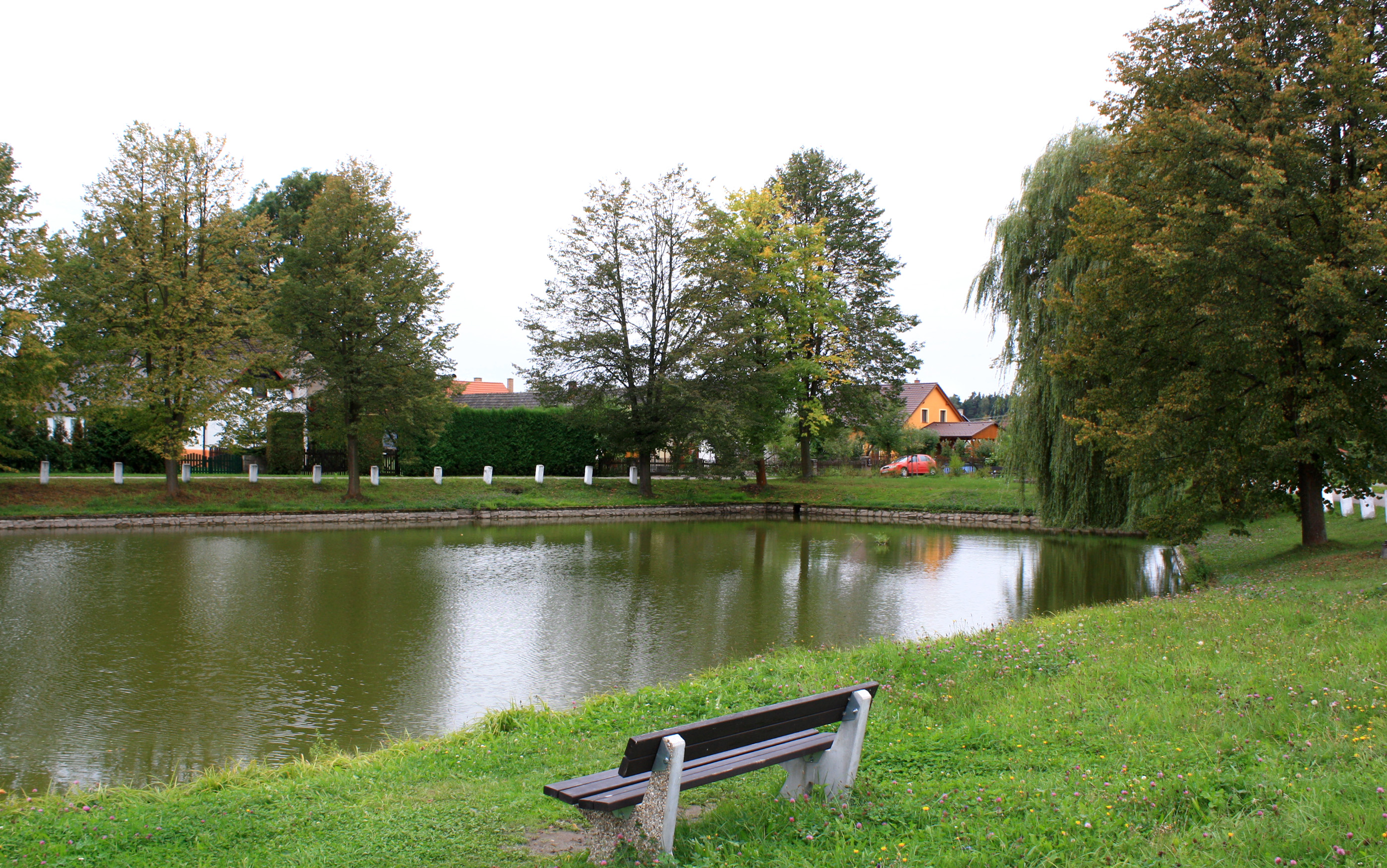
Rybník na návsi
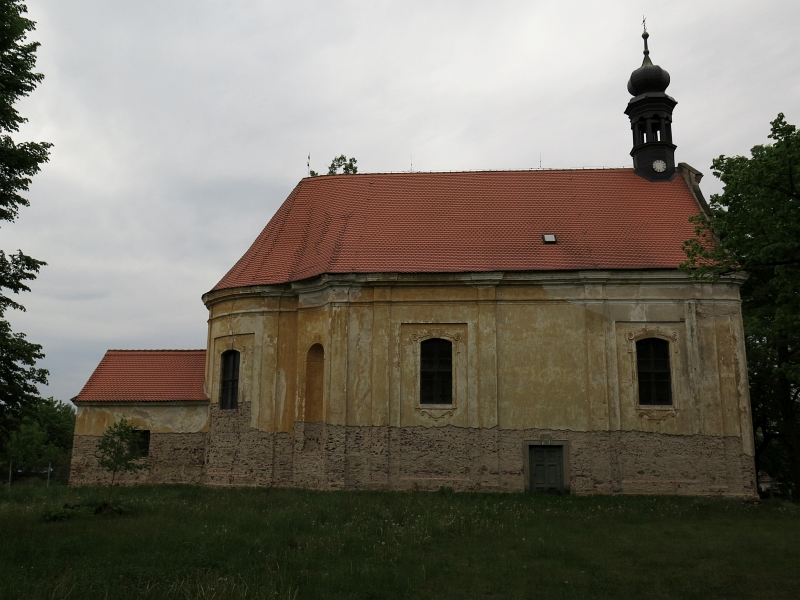
Kostel
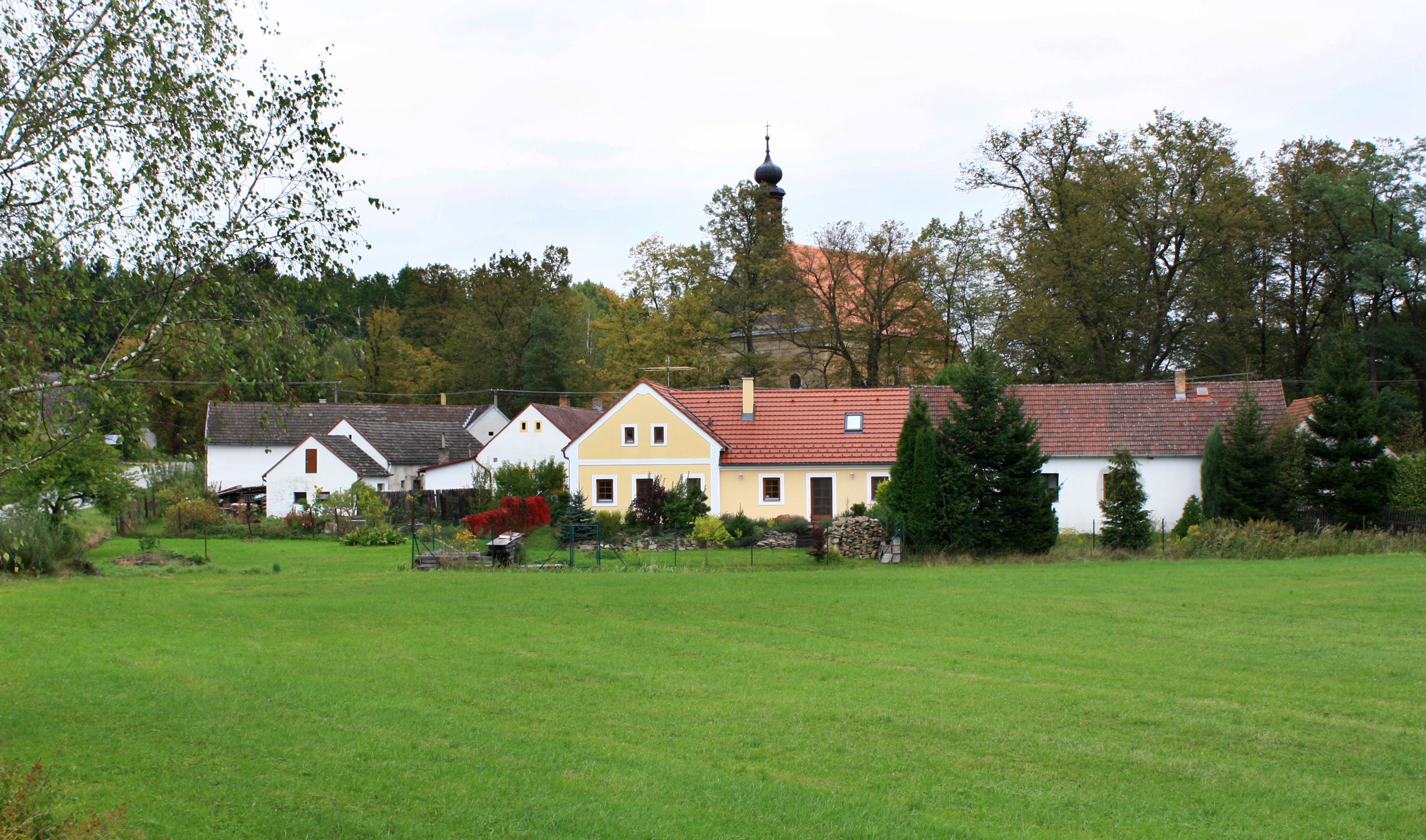
Chalupy
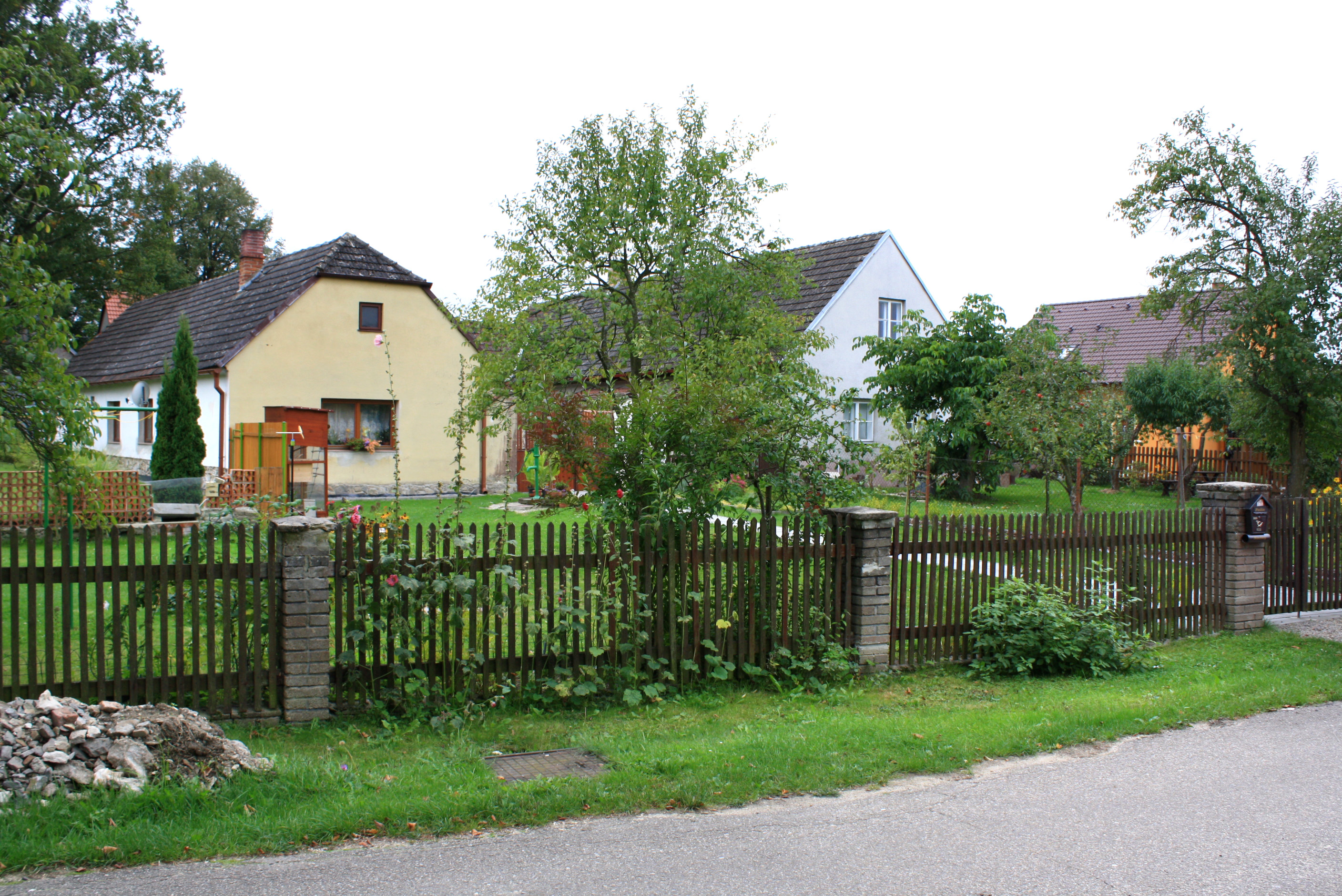
Stavení
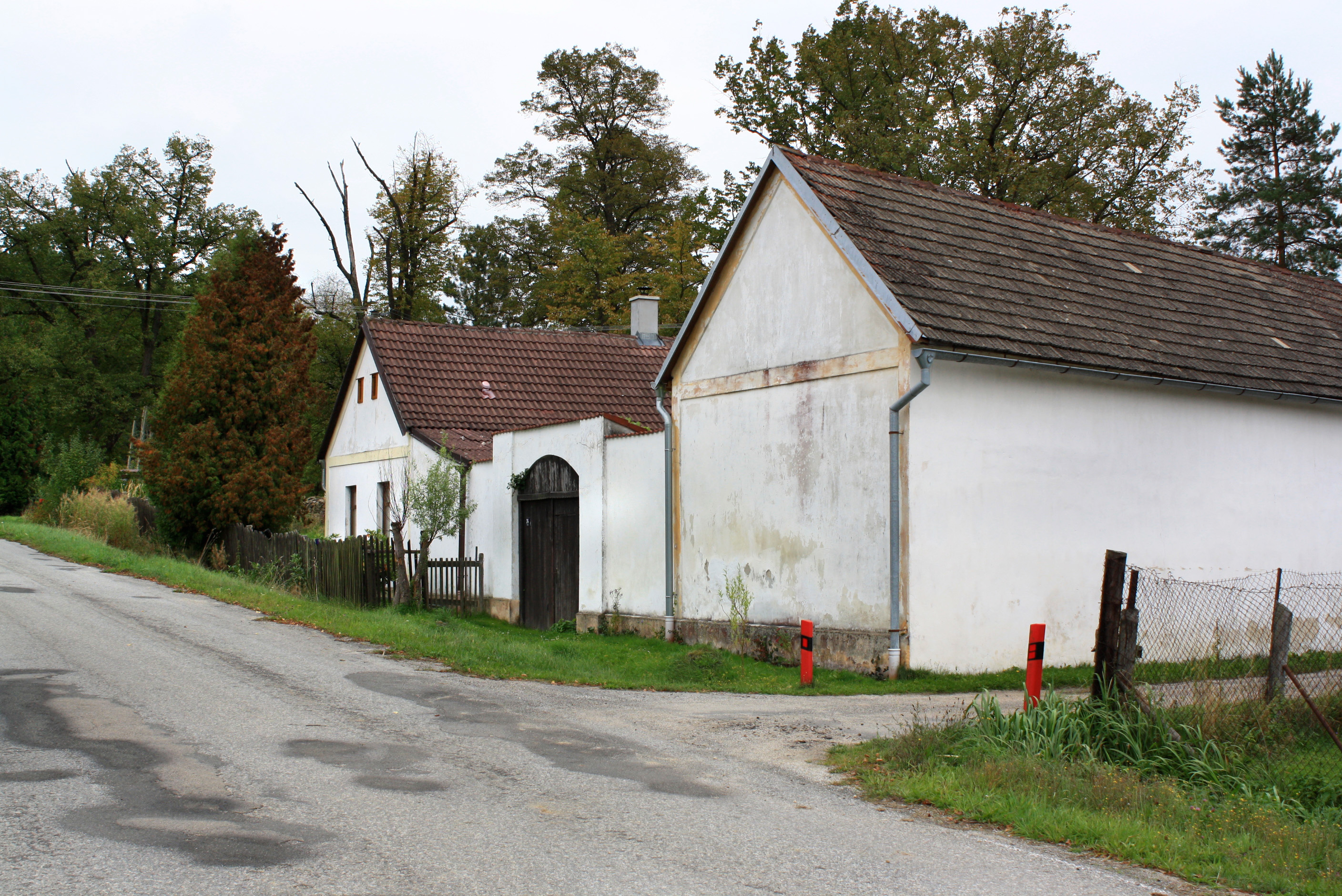
Usedlost
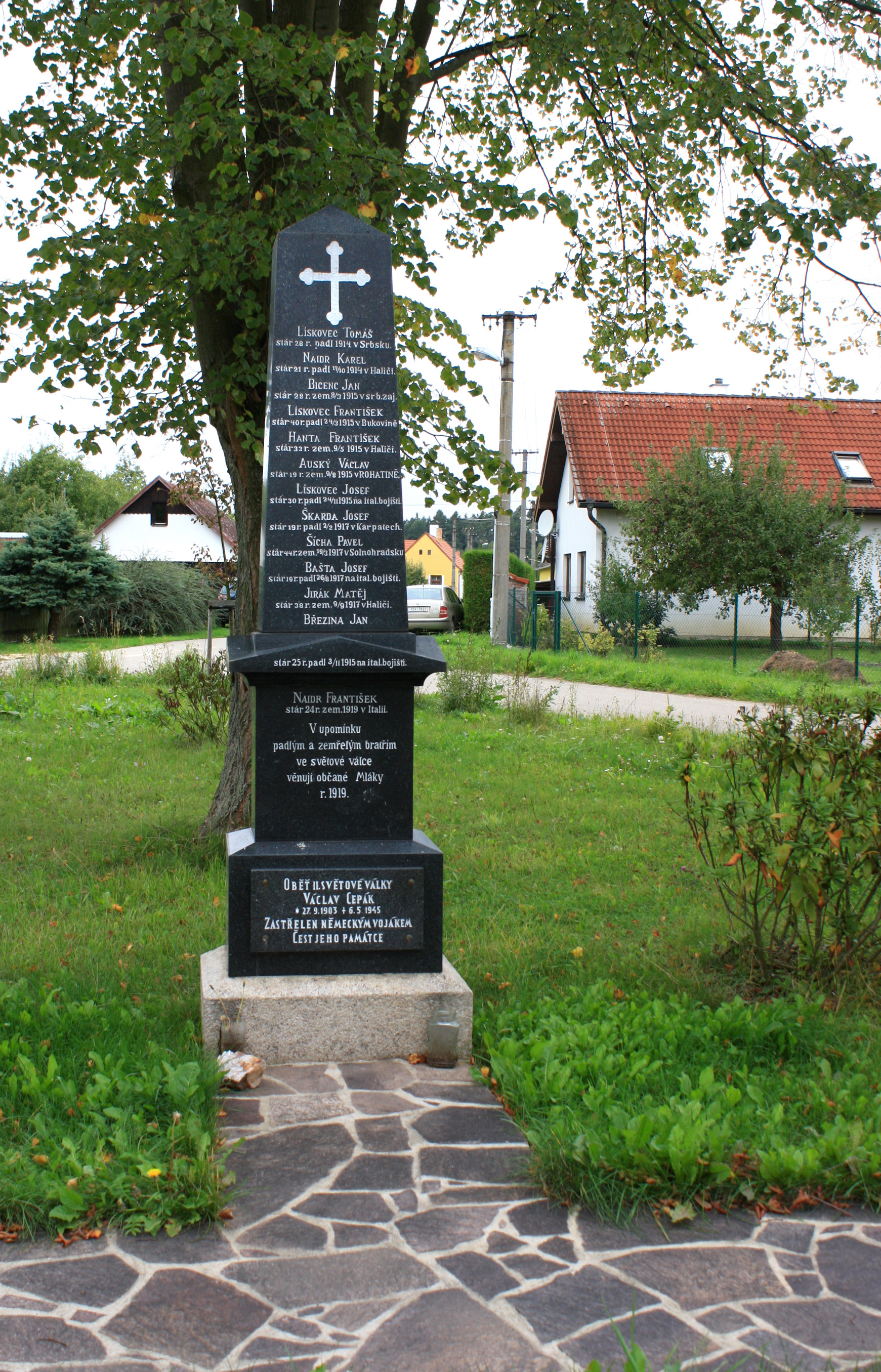
Pomník